# کمپرسور هوا (غواصی)
کمپرسور هوای فشار قوی (ویژه غواصی) از لحاظ سیستم از یک موتور وسیله انتقال نیرو (تسمه)، کمپرسور، خنک‌کننده، فیلتر مکش کاغذ ۲ میکرون، فیلتر کارتریج کربن فعال و غربال مولکولی، شیر ایمنی برای فشار بیشتر از ۳۰۰ بار تشکیل شده.
موتور: معمولاً از موتورهای هوندا که سوخت بنزین و ظرفیت 150cc استفاده می‌شود.
تسمه: انتقال نیرو از موتور به کمپرسور به وسیله قرقره
کمپرسور: کمپرسور فشار قوی از چهار سیلندر که از بزرگ به متوسط، کوچک و بسیار کوچک تشکیل شده که هوا به ترتیب اول وارد بزرگترین سیلندر و آخر و از کوچکترین سیلندر خارج می‌شود و وارد فیلتر اول و گیج فشار و شیر ایمنی و بعد وارد فیلتر دوم و بعد از ان به شیلنگ و در انتها به کپسول غواصی وصل می‌شود.
خنک‌کننده: از یک پره پلاستیکی درست‌ شده و به میلنگ کمپرسور وصل و برای خنک کردن کمپرسور استفاده می‌شود.
کمپرسور‌های فشار قوی غواصی به اسم کمپرسور تنفسی نیز شناخته می شود و عموما این کمپرسور‌ها قابل حمل و جابجایی می‌باشد.

## نکات مهم
- هر ۵ تا ۱۰ دقیقه شیرهای فیلترها برای تخلیه روغن اضافی یا آب تشکیل شده در اثر فشار باز شود.
- روغن کمپرسور باید چک و بعد از استفاده ۵ باک بنزین تعویض شود.